# Simon van Cascia

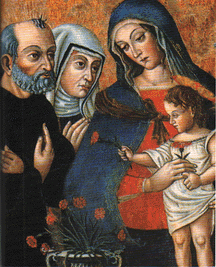
Simon van Cascia en Rita van Cascia door Pietro Paolo Agabito

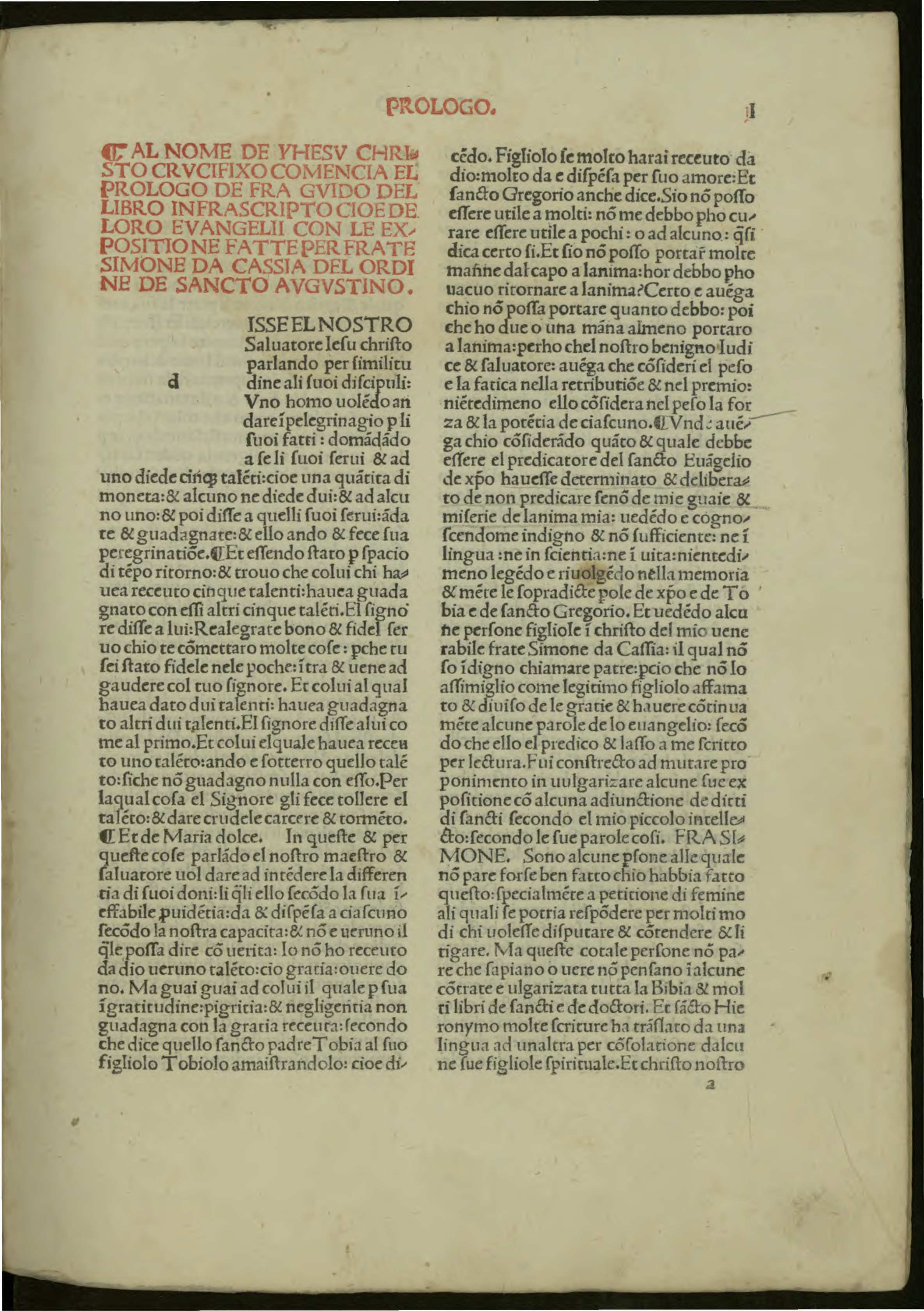
Expositio super totum corpus Evangeliorum, 1486

Simon van Cascia, ook  Simeone Fidati, (Cascia, rond  1295 - Florence, 2 februari 1348) was  een Italiaans geestelijke en is een rooms-katholiek zalige.
Hij ging op jonge leeftijd bij de augustijnen en raakte er gekend als een model van kloosterlijke deugd en om zijn geleerdheid. Hij werd een schitterend predikant en gaf op vele plaatsen sermoenen, zoals in Perugia, Bologna, Siena en  Florence. Hij deed ook inspanningen om prostituees op het rechte pad te brengen en bekeerde velen en stichtte een 'huis van boete' voor hen. In Florence stichtte hij een vrouwenklooster. Simon werd door paus Gregorius XVI in 1833 zalig verklaard. Zijn feestdag is op 16 februari.